# SLC15A4
SLC15A4‏ (Solute carrier family 15 member 4) هوَ بروتين يُشَفر بواسطة جين SLC15A4 في الإنسان.